# لیگ حرفه‌ای فوتبال الجزایر
لیگ حرفه‌ای فوتبال الجزایر (عربی: الرابطة الجزائریة المحترفة الأولی لکرة القدم) بالاترین سطح مسابقات فوتبال در کشور الجزایر است.
این مسابقات که در سال ۱۹۶۲ بنیان‌گذاری شده با حضور ۱۶ تیم برگزار می‌شود، باشگاه فوتبال القبائل با ۱۴ قهرمانی پرافتخارترین تیم این لیگ محسوب می‌شود.

## تیم‌ها بر پایه قهرمانی
| باشگاه          | قهرمان | نایب قهرمان | فصل‌های قهرمانی |
| --------------- | ------ | ----------- | --- |
| القبائل         | 14     | 12          | ۱۹۷۲–۷۳، ۱۹۷۳–۷۴، ۱۹۷۶–۷۷، ۱۹۷۹–۸۰، ۱۹۸۱–۸۲، ۱۹۸۲–۸۳، ۱۹۸۴–۸۵، ۱۹۸۵–۸۶، ۱۹۸۸–۸۹، ۱۹۸۹–۹۰، ۱۹۹۴–۹۵، ۲۰۰۳–۰۴، ۲۰۰۵–۰۶، ۲۰۰۷–۰۸ |
| شباب بلوزداد    | 10     | 4           | ۱۹۶۴–۶۵، ۱۹۶۵–۶۶، ۱۹۶۸–۶۹، ۱۹۶۹–۷۰، ۱۹۹۹–۰۰، ۲۰۰۰–۰۱، ۲۰-۲۰۱۹، ۲۱-۲۰۲۰، ۲۲-۲۰۲۱، ۲۳-۲۰۲۲                                     |
| مولودیه الجزایر | 8      | 5           | ۱۹۷۱–۷۲، ۱۹۷۴–۷۵، ۱۹۷۵–۷۶، ۱۹۷۷–۷۸، ۱۹۷۸–۷۹، ۱۹۹۸–۹۹، ۲۰۰۹–۱۰، ۲۴-۲۰۲۳                                                       |
| وفاق سطیف       | 8      | 4           | ۱۹۶۷–۶۸، ۱۹۸۶–۸۷، ۲۰۰۶–۰۷، ۲۰۰۸–۰۹، ۲۰۱۱–۱۲، ۲۰۱۲–۱۳، ۲۰۱۴–۱۵، ۱۷-۲۰۱۶                                                       |
| اتحاد الجزایر   | 8      | 4           | ۱۹۶۲–۶۳، ۱۹۹۵–۹۶، ۲۰۰۱–۰۲، ۲۰۰۲–۰۳، ۲۰۰۴–۰۵، ۲۰۱۳–۱۴، ۱۶-۲۰۱۵، ۱۹-۲۰۱۸                                                       |
| مولودیه وهران   | 4      | 9           | ۱۹۷۰–۷۱، ۱۹۸۷–۸۸، ۱۹۹۱–۹۲، ۱۹۹۲–۹۳                                                                                           |
| قسنطینه         | 2      | 2           | ۱۹۹۶–۹۷، ۲۰۱۷-۱۸ |
| نصر حسین دای    | 1      | 5           | ۱۹۶۶–۶۷ |
| اتحاد الحراش    | 1      | 3           | ۱۹۹۷–۹۸ |
| رائد شباب القبه | 1      | 1           | ۱۹۸۰–۸۱ |
| مولودیه قسنطینه | 1      | 1           | ۱۹۹۰–۹۱ |
| المپیک شلف      | 1      | 1           | ۲۰۱۰–۱۱ |
| حمرا عنابه      | 1      | 0           | ۱۹۶۳–۶۴ |
| غالی معسکر      | 1      | 0           | ۱۹۸۳–۸۴ |
| اتحاد الشاویه   | 1      | 0           | ۱۹۹۴–۹۵ |